# Dæktryk
Dæktryk er det lufttryk, der er i et dæk, hvad enten dækket sidder på en bil, en cykel eller en trillebør.
Generelt kan man sige at jo smallere dæk, jo højere bør dæktrykket være. Dæktrykket for en personbil kan ligge omkring 30 PSI (2,0 bar), mens dæktrykket for en cykel kan ligge noget højere, f.eks. 90 PSI.

## Dæktryk for biler
For biler, der skal køre i sand, sne eller på andet blødt underlag, kan det være en fordel at sænke dæktrykket, derved bliver dækket blødere og 'breder' sig mere ud og får fat i mere af vejen. Normalt anbefales det, at lukke luft ud af dækket i et halvt til et helt minut.
For at øge dæktrykket i en bil benytte normalt en kompressor eller evt en (fod)pumpe. En kompressor kan ofte findes ved tankstationer eller den kan købes. Disse kompressorer har typisk en indbygget manometer (trykmåler) .
Forskellige biler kræver forskelligt dæktryk, og der kan desuden være forskel på anbefalet dæktryk mellem for- og baghjul. Det anbefalede dæktryk er sædvanligvis beskrevet i bilens instruktionsbog eller vist på et klistermærke ved førerens dørkarm.
Visse biler har indbygget dæktrykmåler.

## Dæktryk for cykler
Til en cykel benyttes normalt ikke en kompressor – en hånd- eller fodbetjent cykelpumpe er nok, og dæktrykket kan løseligt vurderes ved at trykke på dækket eller ved at sætte sig på cyklen.
Dog anbefaler nogle eksperter, at man anskaffer en dæktrykmåler, da det kan være vanskeligt at bedømme dæktrykket og ukorrekt dæktryk ofte forårsager punktering. Man kan få billige simple dæktryksmålere af plastik, men de siges at være upræcise (man skal også være opmærksom på fatningen: Om den kan anvendes til den ventiltype man har på cyklen).
Mere præcise er pumper med indbygget dæktryksmåler. Et cykeldæks anbefalede dæktryk står ofte på siden af dækket.
Dæktrykket ændrer sig lidt som følge af temperaturen.

## Enheder for dæktryk
Dæktryk kan opgives i forskellige trykenheder: Psi, kg/cm², kPa (kilopascal), LBS/kvadrattommer og bar.
Pascal er SI-enheden for tryk. 100 kilopascal er det samme som 1 bar og er cirka 1 atmosfæres tryk. Psi står for "(pound-force) per square inch" (pund tryk pr. kvadrattomme) og er en engelsk enhed. For at komme fra psi til kilopascal skal man gange med lidt under 7, og 1 bar er lig 14,5038 psi.
Dæktrækket bliver sædvanligvis angivet i forhold til atmosfærisk tryk – ikke i forhold til vakuum.
|        | Pa pascal   | Bar           | AT teknisk atmosfære | ATM atmosfære | torr               | PSI pound-force per square inch |
| ------ | ----------- | ------------- | -------------------- | ------------- | ------------------ | ------------------------------- |
| 1 Pa   | ≡ 1 N/m2    | 10−5          | 1,0197 × 10−5        | 9,8692 × 10−6 | 7,5006 × 10−3      | 145,04 × 10−6                   |
| 1 bar  | 100.000     | ≡ 106 dyn/cm2 | 1,0197               | 0,98692       | 750,06             | 14,5037744                      |
| 1 at   | 98.066,5    | 0,980665      | ≡ 1 kgf/cm2          | 0,96784       | 735,56             | 14,223                          |
| 1 atm  | 101,325     | 1,01325       | 1,0332               | ≡ 1 atm       | 760                | 14,696                          |
| 1 torr | 133,322     | 1,3332 × 10−3 | 1,3595 × 10−3        | 1,3158 × 10−3 | ≡ 1 Torr; ≈ 1 mmHg | 19,337 × 10−3                   |
| 1 psi  | 6,894 × 103 | 68,948 × 10−3 | 70,307 × 10−3        | 68,046 × 10−3 | 51,715             | ≡ 1 lbf/in2                     |

## Henvisning
- Auto Tire Pressure Database Arkiveret 29. januar 2007 hos  Wayback Machine, DriveGreen (på engelsk)
- PSI BAR konverter Arkiveret 16. oktober 2010 hos  Wayback Machine Konverter PSI til BAR og omvendt